# Phiala albidorsata
Phiala albidorsata är en fjärilsart som beskrevs av M.Gaede 1927. Phiala albidorsata ingår i släktet Phiala och familjen Eupterotidae. Inga underarter finns listade i Catalogue of Life.